# Azusa Nakano
Azusa Nakano (中野 梓?, Nakano Azusa) è una delle protagoniste, componenti del gruppo Ho-kago Tea Time, della serie manga e anime K-On!.

## Il personaggio
Azusa è una studentessa dello stesso anno e della stessa classe di Ui, la sorella di Yui, che si unisce al club di musica leggera e diventa chitarrista del gruppo, in cui suona una chitarra elettrica Fender Mustang. È una autodichiaratasi chitarrista novizia che suona lo strumento sin da quando era in quarta elementare, cresciuta con due genitori jazzisti. Viene mostrata spesso infastidita dai continui tea party organizzati al club, e dagli aspetti cosplay, dato che il suo obiettivo sarebbe quello di esercitarsi il più possibile. Infatti una dei dubbi più grandi di Azusa è capire come il club sia in grado di esibirsi così bene, quando effettivamente non si esercita mai. Tuttavia, Azusa ha un certo debole nei confronti dei dolci, e quindi viene facilmente coinvolta nei party degli altri membri del club, e viene calmata semplicemente con delle carezze. Azusa è costantemente vittima di Yui che si diverte a darle pizzicotti sulle guance ed è stata soprannominata Azu-nyan, dopo essere stata vista miagolare con indosso un paio di orecchie di gatto ("nyan" è l'equivalente di "miao" in giapponese). A parte questo, Azusa sembra non avere una grande passione per i gatti. Azusa ha lunghi capelli neri, legati in due codini.
All'interno del gruppo, Azusa nutre una fortissima ammirazione nei confronti di Mio che considera la più seria e la più matura del gruppo, oltre che una bravissima bassista. Per il giorno di San Valentino Azusa tenta persino di regalarle un cioccolato a forma di cuore. Ciò nonostante, Azusa ha una strana abilità nel sottolineare involontariamente le debolezze di Mio, come la sua sensibilità nei confronti dell'aumento di peso. Azusa ammira anche Mugi per la sua bellezza e la sua grazie, ed invidia i suoi capelli ed i suoi occhi grandi. In seguito Azusa insegnerà a Mugi a suonare la chitarra, quando le due si trovano sole all'interno della stanza del club. Sin dal momento in cui si è unita al club, Yui ha spesso fatto riferimento ad Azusa per avere consigli sulla chitarra e per il suo mantenimento. Azusa si abbronza con una facilità estrema, come viene mostrato nell'episodio in cui le ragazze vanno alla spiaggia e nell'episodio in cui campeggiano al festival musicale (ed in quest'ultimo caso, anche dopo l'applicazione di crema solare). Soffre molto la solitudine, ed ha l'incubo del momento in cui le sue compagne del club la lasceranno da sola, dato che sono tutte un anno avanti rispetto a lei, e quindi si diplomeranno un anno prima. Per ovviare questa situazione, il resto delle ragazze le hanno comprato una tartarughina da accudire, che è stata chiamata Ton e vive all'interno del club. Al di fuori del gruppo, le migliori amiche di Azusa sono Ui e Jun, con cui viene spesso mostrata nei corridoi della scuola ed in giro. Quando le altre ragazze si diplomano, Azusa essendo rimasta l'unico membro diventa il presidente del club di musica leggera.

## Accoglienza
Nel marzo 2018 si è tenuto un sondaggio sul sito Goo Ranking riguardante i personaggi maid più amati dai giapponesi e Azusa Nakano è arrivata al quattordicesimo posto con 62 voti.